# Charagotettix lucubensis
Charagotettix lucubensis är en insektsart som beskrevs av Brancsik 1893. Charagotettix lucubensis ingår i släktet Charagotettix och familjen torngräshoppor. Inga underarter finns listade i Catalogue of Life.